# 龐大威力K100半自動手槍
K100是一系列由斯洛伐克班斯卡-比斯特里察的槍械公司龐大威力武器有限公司所研製和生產的半自動手槍，發射9×19公釐帕拉貝倫口徑手枪子彈。
大約10,000把該手槍出口到國外，主要是美國。

## 歷史
K100是由設計師雅羅斯拉夫·庫拉齊納，前斯洛伐克陸軍武器軍官所研發。早在1992年，庫拉齊納描繪了K100的首張圖紙，但在後共產主義時代早期的生產活動都被嚴格限制。庫拉齊納不得不等待，直到1996年，繼續他的設計研發。1996年，該槍得以申請專利；1998年，第一把原型槍命名為K1。2002年，龐大威力武器有限公司公司正式成立。該公司除了生產該武器的其他版本，並致力於新項目。2007年，龐大威力武器有限公司宣布將會與位於德克萨斯州的手槍製造商STI國際公司合作，並且生產10萬把適用於美國市場的手槍。2008年，龐大威力武器有限公司出口第一批手槍，他們的K100 Mark 6手槍的商業名稱是GP 6。

## 設計細節

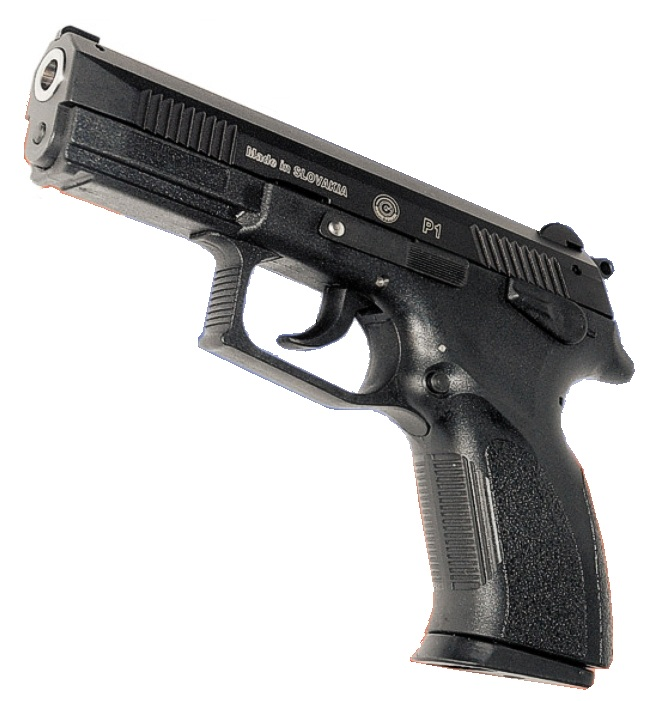
P1衍生型。

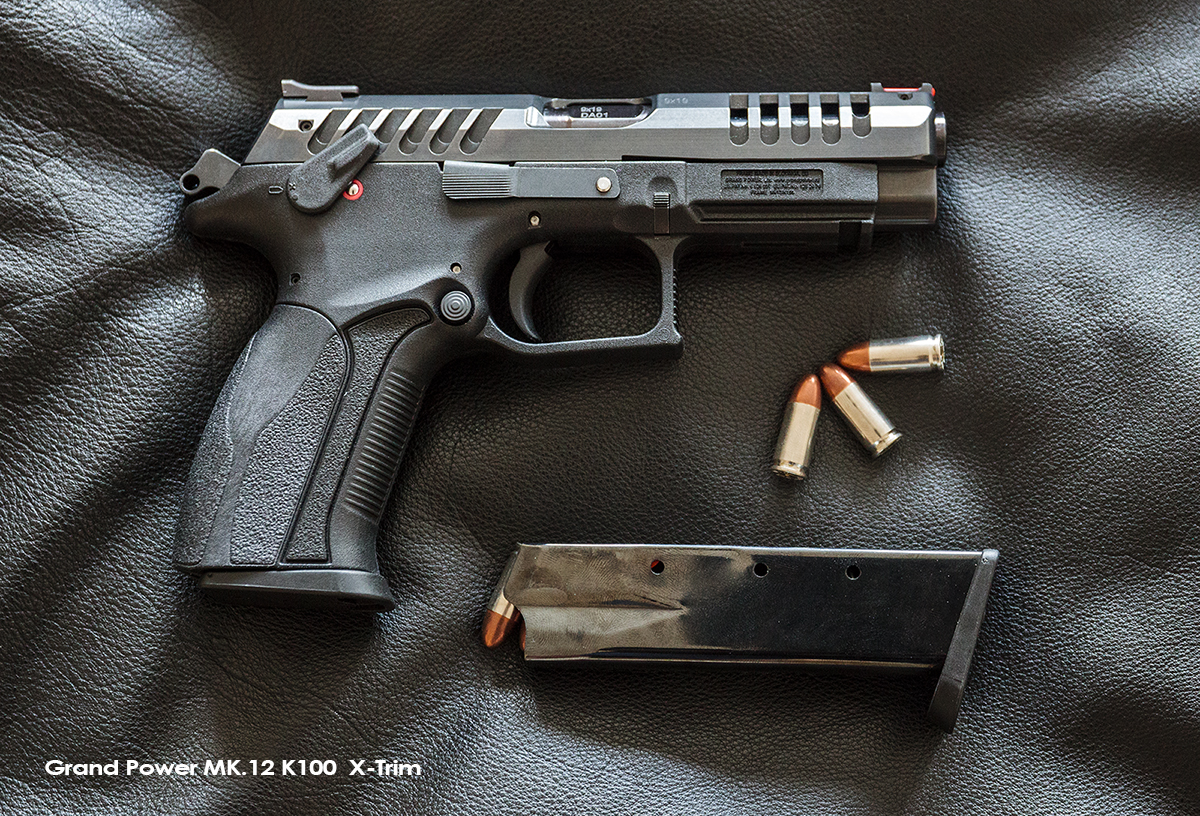
龐大威力Mk 12 K100 X-Trim 9毫米口徑型

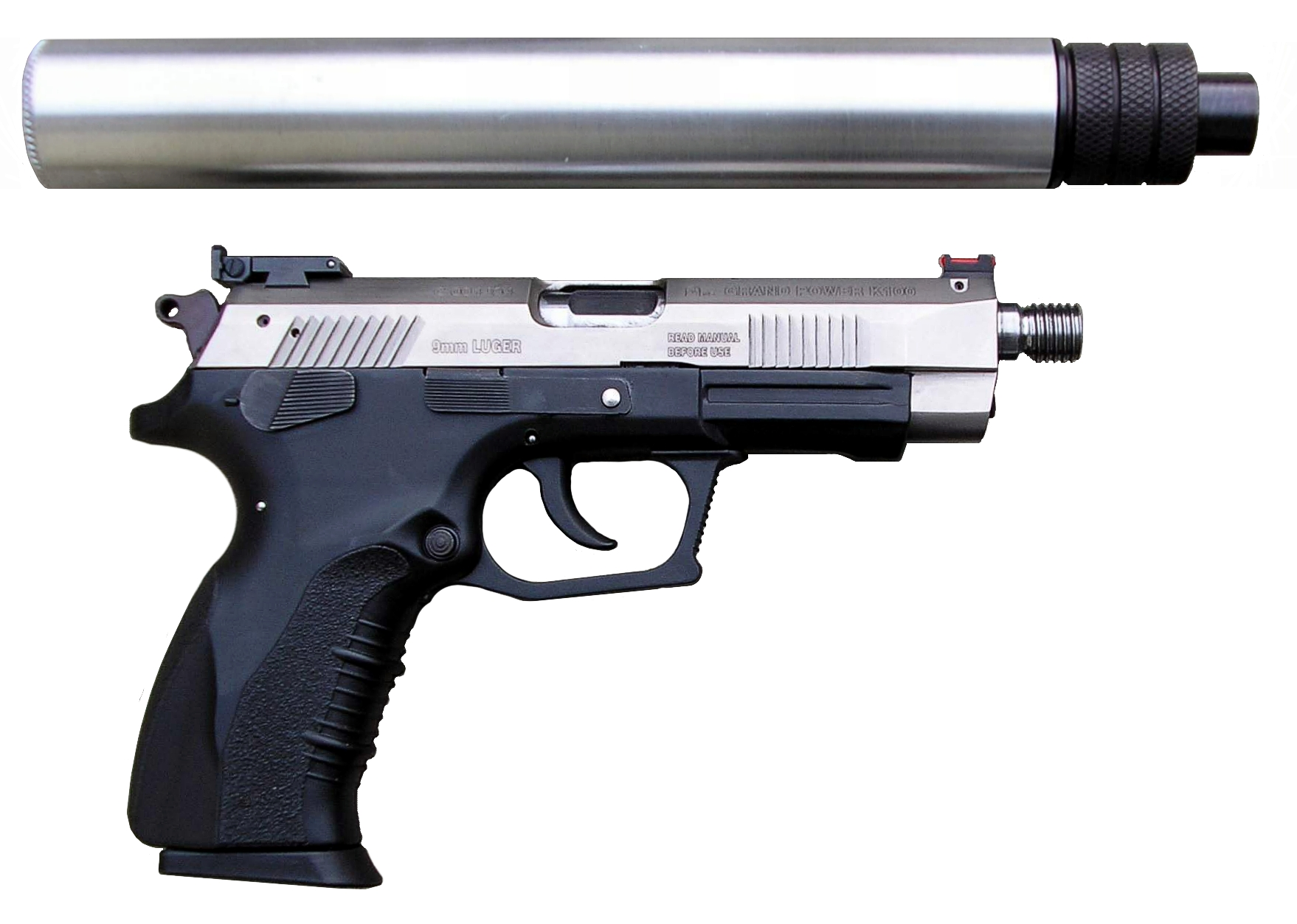
K100耳語型，具有螺紋槍管和可拆卸式消聲器。

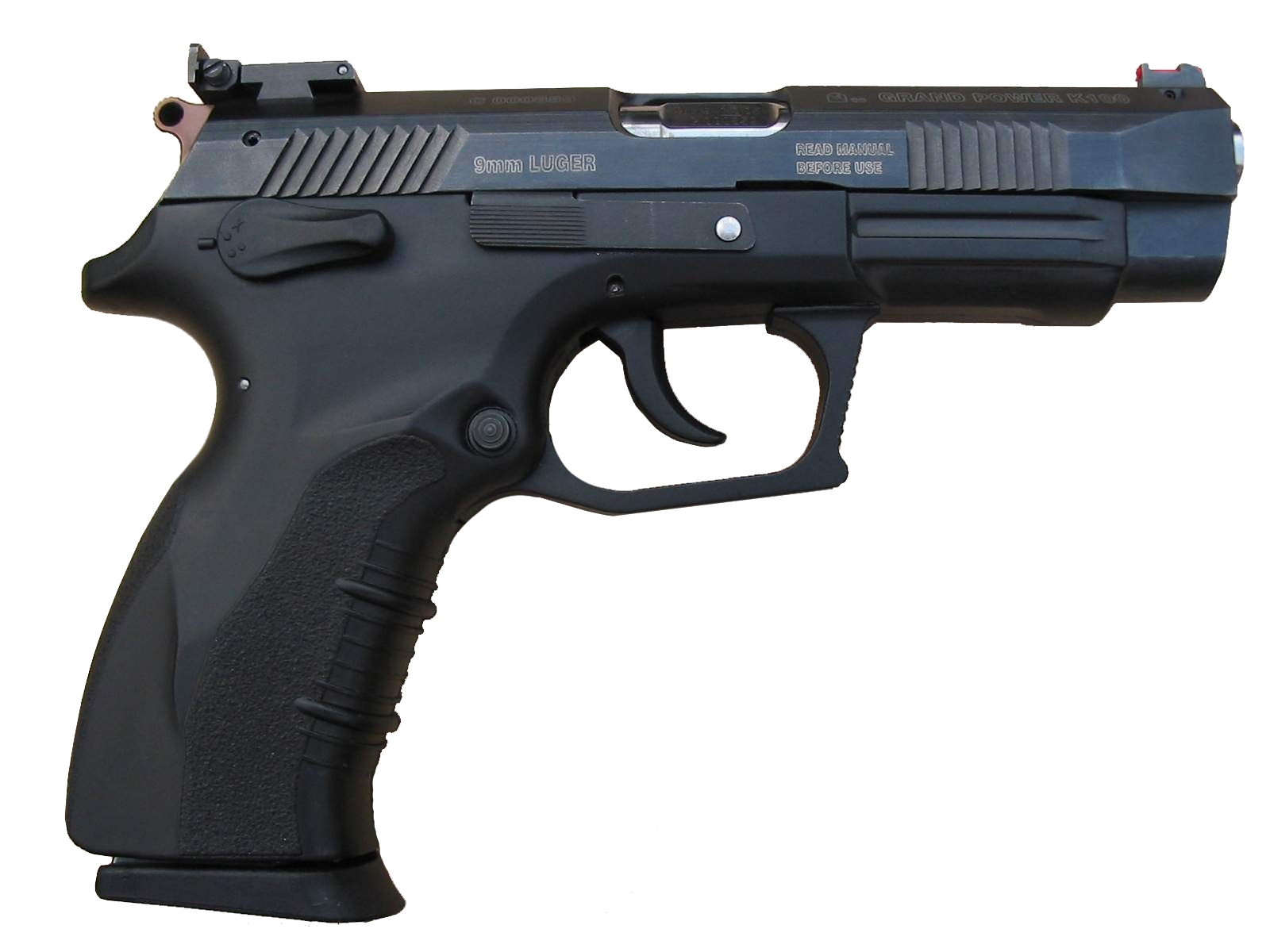
以競賽為導向的K100目標型。

龐大威力K100採用了罕見的閉鎖系統，在某些方面與貝瑞塔8000「美洲獅」／Px4 Storm、北方工业QSZ-92-9和B&T MP9相似；其採用的槍管偏轉式閉鎖系統，在K100的情況下是由一根橫式插銷作凸輪運動。當手槍發射時，槍管和滑套一同向後運動約3⁄8英寸，而槍管是由平面、扭轉，以及在槍管節套以上的螺旋形“切口”帶動以下作順時針方向（相對於其射手）的凸輪運動。當槍管與滑套向前運運動復位時，槍管已經偏轉約45°；滑套自由地繼續其行程直到復位，而槍管行程則是被其底把以上的界面藉由槍管節套以上的方形肩部所牽引。在K100以，貝瑞塔的槍管節套上的凸輪切口和傳遞塊上的凸輪齒，都分別被裝在槍管節套以上的捲曲狀扭轉式切口和內嵌於底把以內的圓型橫式插銷所取代。因此，本質上傳送塊（閉鎖塊）並不存在，而槍管節套直接作為與底把通過可更換的橫式插銷連接的界面。該設計可讓槍口軸線相對於射手的手為低，和避免了使用通常會在槍管偏轉式手槍以上找到的傳遞／閉鎖塊。
無論是貝瑞塔和K100，都具有原始型號的方型肩式閉鎖塊從其他方向圍繞槍管而突出，套筒在前方位置時在拋殼口清晰可見。方型肩部在一根鋼製、沿著套筒在向前滑動時的拋殼口運行的實心柱的後方旋轉，而當套筒和槍管完全向前到位時可從左側看見。它在套筒向前到位時將該槍閉鎖。考慮到MP9亦使用了相同的基本閉鎖機構，並且具有900發／分鐘的發射速率，已經表示旋轉槍管式閉鎖本身的閉鎖時間能夠非常快達成。
厚壁槍管等金屬部件是由特尼弗QPQ（Tenifer QPQ）氮化技術處理過程（一種滲氮工藝）。這使金屬部件變硬和增加了耐腐蝕性。
標準型K100具有一根長度為108毫米（4.3英寸）的槍管，並具有單／雙動操作模式。在雙動操作模式以下而且已經上膛以下，擊錘必須手動待擊解脫以隨身攜帶。保險可在擊錘扳起時上鎖，但不能在擊錘處於前方位置時上鎖。保險不能將套筒鎖定。可待擊解脫的擊錘在多個型號以上是可選配備。
符合人體工程學形狀的聚合物製握把底把容納了钢製機匣，以提供讓套筒於底把上滑動行進的導軌以及用於安裝扳機機構所需要的硬點。其套筒復進簧導桿、保險、扳機和扳機護圈也是聚合物製。
手槍的鋸齒狀防滑紋表面與手指凹槽握把，能夠提供良好的抓地力，就算手掌潮濕亦然。K100還採用了靈巧的控制桿，同時支援左、右手使用者。在不完全分解2012年出現之前的型號時，扳機護圈的前向部分需要從握把底把拉出来以解除閂鎖並且從底把的向下彎曲出來。當扳機護圈的前部向下彎曲，套筒可滑動到比正常更為後方甚至可拉至極為後方的位置，然後從套筒後部抬起並從底把拆卸下來。其不完全分解大致上類似於瓦爾特PP／PPK的不完全分解，不同之處在於K100的扳機護圈沒有鉸接，而是它的聚合物構造本身就可讓它向下彎曲。
目前生產龐大威力手槍使用了堅實的扳機護圈和一個新型的分解桿。他們還具有4塊讓使用者可互換使用的握把背板以適應不同的手的形狀和大小；這個功能可讓大多數射手的槍械具有舒適而且高效的握把。

## 其他型號
- K22S／K22 X-Trim—為K100的兩個.22 LR口徑版本。K22S具有固定型瞄準具，而K22 X-Trim具有可調節瞄準具。兩者都是在相同的鋼製底盤和握把以上製造的中央式底火型號，並具有鋼不含鋅合金套筒。他們是獨立的槍械，並沒有轉換套件。它們使用直接反沖作用系統，而非槍管偏轉式閉鎖系統，底緣底火式槍管為燕尾式並牽制到鋼製底盤上。
- P1—93毫米槍管和相匹配的套筒，使用相同底把。
- P1S—93毫米槍管和相匹配的套筒，使用袖珍型P11底把／握把。
- P1超輕型—圓齒狀套筒，裸露的93毫米槍管和使用相同的底把。比P1輕40克。
- P11—85毫米槍管和相匹配的套筒，使用袖珍型P11底把／握把和12發彈匣。
- P9M—93毫米槍管和相匹配的套筒，使用相同底把，發射9×18毫米馬卡羅夫（英语：9×18mm Makarov）手枪子彈。
- X-Trim型—K100的運動型版本，採用了圓齒狀套筒和緊密的配合。
- 瞄準型—K100的可調節式瞄準具版本，配備了微米型可調節照門和光纖準星。
- X-Calibur型[4]—2012年推出，具有較長的凹槽防撞槍管和圓齒狀套筒的新型號。可感覺到的後座力和準星升力明顯減少。
- P40／P45—2013推出，一個新型的更大握把底把尺寸以適應.45 ACP手槍子彈。P40可發射.40 S&W、.357 SIG，和10毫米Auto三種手槍子彈。P45則是發射.45 ACP手槍子彈。使用相同的槍管偏轉式閉鎖系統，和相同的108毫米長度，更大口徑手槍使用了許多與9毫米型號的相同的成熟組件。
- P40L／P45L—2014推出，在更大口徑手槍陣容中新增了一根127毫米／5英吋槍管和相應的套筒的型號。
- Q100—K100的擊針擊發型，主要用於軍隊和自衛。Q100具有一根108毫米槍管和與K100相同的模塊化握把。最初的版本將是發射9×19毫米帕拉貝倫手槍子彈。[5]

## 資料來源
1. ↑  .   [2016-03-10]. （原始内容存档于2010-10-07）.
2. ↑  STI International - GP6 的存檔，存档日期2010-03-02.
3. ↑  .   [26 October 2014]. （原始内容存档于2014-10-26）.
4. ↑  暗指王者之劍
5. ↑  Grand Power Q100 的存檔，存档日期2015-07-08.

## 外部連結
- （英文）—Grandpower Homepage （页面存档备份，存于）
- （英文）—Instruction manual[]
- （英文）—Modern Firearms－K-100 Grand Power pistol
- （英文）—The Firearm Blog.com—
  - New STI GP6 pistol is really of Slovakian K-100 Grand Power pistol （页面存档备份，存于）
  - STI GP6-C Review （页面存档备份，存于）
  - Trigger Service, A Czech Gun Range （页面存档备份，存于）
  - Eagle Imports to Begin Importation of K100 Grand Power Pistols （页面存档备份，存于）
  - Select Fire Grand Power Pistols （页面存档备份，存于）
  - Grand Powers Coming to the USA in Earnest （页面存档备份，存于）
  - Skinny Medic Takes on the Grand Power X-Calibur （页面存档备份，存于）
  - Review: Grand Power K100 MK12 （页面存档备份，存于）
  - New Grand Power Pistols: K22S, K22 X-TRIM and CP380 （页面存档备份，存于）
  - ［Big 3 East］ Bersa, Grand Power, and 1911s Galore （页面存档备份，存于）
- （英文）—The Truth About Guns.com—
  - Gun Review: Grand Power X-Calibur 9mm （页面存档备份，存于）
  - New From Grand Power: K22S, K22 X-TRIM and CP380 Pistols （页面存档备份，存于）
- （英文）—Tactical-Life.com—
  - STI GP6-C 9mm （页面存档备份，存于）
  - STI INTERNATIONAL’s GP6 （页面存档备份，存于）
  - Best New Tactical Pistols For Fall 2014 （页面存档备份，存于）
  - Grand Power Releases 3 New Pistols To American Market （页面存档备份，存于）
- （英文）—Personal Defense World.com—
  - Grand Power’s Next-Gen K100 X-TRIM Mk12 | VIDEO （页面存档备份，存于）
  - Meet Grand Power’s Latest K100 Import – The X-Trim Mk12 （页面存档备份，存于）
  - 40 Autopistols From CONCEALED CARRY HANDGUNS 2016
  - 25 Compact Carry Handguns For Self-Defense
  - 27 Full-Sized Pistols From COMBAT HANDGUNS In 2015 （页面存档备份，存于）
  - 25 Concealed Carry Handguns In Today’s Marketplace （页面存档备份，存于）
  - 12 Autopistols From the COMPLETE BOOK OF HANDGUNS 2016 Buyer’s Guide （页面存档备份，存于）
  - 7 Locked-Breech, Rotary-Barrel Pistols From Beretta & Grand Power （页面存档备份，存于）
  - 25 Proven and Popular Concealed Carry Handguns （页面存档备份，存于）
- （英文）—American Rifleman.org－STI GP6 （页面存档备份，存于）
- （简体中文）—D Boy Gun World（槍炮世界）—K100系列手枪 （页面存档备份，存于）